# Markranstädt
Markranstädt település Németországban, azon belül Szászország tartományban. Lakosainak száma 16 145 fő (2023. december 31.). Markranstädt Schkeuditz, Lipcse, Pegau, Lützen, Bad Dürrenberg és Leuna községekkel határos.

## Népesség
A település népességének változása:
| Lakosok száma | 15 119 | 15 551 | 15 619 | 15 981 | 16 132 | 16 145 |
|               | 2015   | 2017   | 2019   | 2021   | 2022   | 2023   |